# Маклешут
Маклешут (англ. Muckleshoot Reservation) — индейская резервация, расположенная на Северо-Западе США в западно-центральной части штата Вашингтон.

## История
Традиционно предки маклешутов жили вдоль восточных берегов региона Пьюджет-Саунд и прилегающих рек Каскадных гор. Название племени происходит от местного названия прерии, на территории которой была создана резервация Маклешут в 1857 году.
Маклешуты — это племя, образовавшееся после создания резервации, состоящее из родственных народов, дувамишей и верхних пьюаллап, которые делили общую территорию, а затем и резервацию близ города Оберна.  В 1930-х годах они организовались, чтобы создать конституционное, избранное правительство, приняв свою конституцию в 1936 году. В 1960-х и 1970-х годах маклешуты участвовал в серии протестов, направленных на защиту их экосистемы. Известные как Рыбные войны, эти протесты пытались сохранить права на промысел племени в близлежащих реках, которые не входили в официальную резервацию. 

## География
Резервация расположена в западно-центральной части штата Вашингтон в районе города Оберна, примерно в 24 км к северо-востоку от города Такома и в 55 км к юго-востоку от Сиэтла, вдоль реки Уайт в округах Кинг и Пирс.
Общая площадь Маклешут составляет 15,9 км², из них 15,65 км² приходится на сушу и 0,25 км² — на воду. Административным центром резервации является город Оберн

## Демография
По данным федеральной переписи населения 2000 года, в резервации проживало 3 606 человек, из них, 28,65 % были идентифицированы как индейцы.
В 2019 году в резервации проживало 4 579 человек. Расовый состав населения: белые — 2 242 чел., афроамериканцы — 180 чел., коренные американцы (индейцы США) — 1 254 чел., азиаты — 143 чел., океанийцы — 95 чел., представители других рас — 369 чел., представители двух или более рас — 296 человек. Плотность населения составляла 287,98 чел./км². Часть города Оберна находится в пределах резервации, около 72,6 % населения Маклешут проживает в черте города.

## Комментарии
1. ↑  В состав резервации входит часть населённого пункта.